# Бешеное золото
«Бешеное золото» — советский художественный фильм, поставленный в 1976 году на киностудии «Мосфильм» Четвёртым творческим объединеним, режиссёром-постановщиком Самсоном Самсоновым по мотивам пьесы Джона Пристли «Сокровище острова Пеликан» («Treasure on Pelican») написанной в 1953 году.

## Сюжет
Действие фильма происходит на необитаемом острове, затерянном в Тихом океане.
Аристократ, сэр Гилберт Ратленд, представитель некогда очень состоятельной семьи, обнаруживает в своём старом доме карту далёкого необитаемого острова, на которой указано место зарытого двести лет тому назад клада. Для того, чтобы добраться до острова, он вынужден найти себе помощников и компаньона, способного оплатить это предприятие.
И вот, наконец, ему удаётся набрать команду. Восемь авантюристов-кладоискателей прибывают на остров и, после недолгих поисков, находят там сундук с драгоценностями. Дело остается за малым — поделить сокровища. Но как раз эта задача оказывается невыполнимой. Близость вожделенного сокровища оказывает на кладоискателей разлагающее влияние. Через некоторое время в сплочённой команде начинаются разброд и шатания.
Ещё вчера соратники или друзья, сегодня становятся врагами. И наоборот — люди, которые ранее питали друг к другу отвращение или презрение, теперь, ради тактических соображений, вступают в дружеские и даже любовные отношения. Симпатии и антипатии участников авантюры постоянно меняются в зависимости от своекорыстных интересов. Каждый думает только о том, чтобы получить как можно большую долю богатства. Они идут на всё — на шантаж, ложь и даже убийство.

## В ролях
- Майя Эглите — Роберта Крой
- Борис Иванов — сэр Джильберт Ратленд
- Валентин Гафт — Гораций Логан
- Нонна Терентьева — Ивонна Траут
- Николай Ерофеев — капитан Дадли Траут
- Николай Олялин — Берт Симпсон
- Глеб Стриженов — Джо Парсонс
- Ольга Яковлева — Эдит Парсонс
- Юрий Собольков — морской офицер

## Съёмочная группа
- Сценарист: Самсон Самсонов
- Режиссёр-постановщик: Самсон Самсонов
- Главный оператор: Евгений Гуслинский
- Главный художник: Александр Борисов
- Композитор: Эдуард Артемьев
- Звукооператор: Владлен Шарун
- Дирижёр: Эмин Хачатурян
- Режиссёр: Юрий Кушнерёв
- Оператор: Михаил Демуров
- Художник-костюмер: Людмила Кусакова
- Художник-гримёр: Татьяна Гайдукова
- Монтажёр: Светлана Дорофеева
- Директор картины: Эрик Вайсберг
- Оператор комбинированных съёмок: Всеволод Якубович
- Художник комбинированных съёмок: Ирина Иванова

## Технические данные
- СССР, 1976 год, Мосфильм, Четвёртое творческое объединение
- Цветной, длительность 82 минуты
- Весь фильм снимали на одной точке в Восточном Крыму, на берегу в районе Карадага

## Дополнительная информация
- Дистрибьютором в России является компания Крупный План